# Jeanette Lennartsdotter
Jeanette Lennartsdotter Larsen, född 29 maj 1968 i Botkyrka församling, är en svensk formgivare och glaskonstnär.
Jeanette Lennartsdotter flyttade vid sju års ålder från Botkyrka till Totebo i Småland, där hon växte upp. Det dröjde till 2000-talet innan hon valde konstnärskapet som profession. Hon har genomgått utbildningar i glasdesign vid Linnéuniversitetet, inom skulptur på Göteborgs Konstskola samt inom fri konst vid KV Konstskola.